# Oncila
Oncila (lat. Leopardus tigrinus) je sisavac iz reda zvijeri i porodice Felidae.
Oncila je mala mačka, koja živi u prašumama Južne i Srednje Amerike (samo u Panami). Srodna je ocelotu i margeju. Noćna je životinja. Hrani se glodavcima i pticama.
Naraste 38 do 59 cm, plus 20 do 42 cm dug rep. Iako je to nešto više od prosječne domaće mačke, oncila je općenito lakša, teži 1,5 - 3 kg.
Krzno je gusto i mekano, u rasponu od svijetlo smeđe do tamno oker boje, s brojnim tamnim rozetama preko leđa i bokova. Donje krzno je blijedo s tamnim pjegama, dok je krzno repa s kolutovima.
Ova vrsta se smatra ranjivom glede ugroženosti vrste od izumiranja.
Područje rasprostiranja ove vrste obuhvaća veći broj država u Južnoj Americi kao što su: Argentina, Bolivija, Brazil, Venezuela, Gvajana, Kolumbija, Panama (Srednja Amerika), Paragvaj, Peru, Kostarika, Ekvador, Surinam i Francuska Gvajana.
Staništa vrste su: prašume, planine i travnjaci. Oncila je prisutna na području rijeke Amazone.
Broj mladunaca, koje ženka donosi na svijet je obično 1-4, prosječno 1,12.
Podvrsta je Leopardus tigrinus ssp. oncilla.

## Vanjske poveznice
Ostali projekti
|  | Zajednički poslužitelj ima još gradiva o temi Oncila |
|  | Wikivrste imaju podatke o taksonu Oncila             |